# Нейлон 100 %
«Нейлон 100 %» (рос. «Нейлон 100 %») — радянський комедійний художній фільм-мюзикл 1973 року режисера  Володимира Басова, за мотивами повісті  Самуїла Шатрова «Нейлонова шубка». Виробництво Четвертого творчого об'єднання кіностудії Мосфільм.

## Сюжет
Отримавши в подарунок від чоловіка, який приїхав з-за кордону, нейлонову шубку, дружина тут же віднесла її в комісійний магазин. Шубка дуже сподобалася продавцям — і на прилавку вона не з'явилася, а пішла гуляти по руках, побувавши у зубного техніка, продавця помідорів, адвоката, артистів і, нарешті, потрапила до відомого коняра…

## У ролях
- Артем Карапетян —  Георгій, друг Костянтина
- Олексій Панькин —  син Шилобрєєва, студент і комсорг
- Олександра Денисова —  пацієнтка Бадєєва
- Борис Новиков —  Шилобрєєв
- Валентина Титова —  Інга Кірєєва
- Володимир Етуш —  Костянтин
- Володимир Басов —  Василь Кірєєв
- Герман Качин —  пасажир автобуса, прилетів з Парижа
- Євген Євстигнєєв —  Євген Андріанович Бадєєв, дантист
- Євген Весник —  Єгор Мотовилін, професор
- Олена Вольська —  медсестра
- Валентина Ушакова —  медсестра
- Зоя Василькова —  Маргарита Архипівна
- Лариса Барабанова —  Настенька
- Леонід Куравльов —  Гур'янов
- Леонід Канівський —  Арчибальд
- Лілія Євстигнєєва —  дружина Бадєєва
- Муза Крепкогорская —  Муза
- Мікаела Дроздовська —  Катя
- Маргарита Криницина — буфетниця
- Михайло Пуговкін —  Міша
- Михайло Погоржельський —  Афанасій Іванович Коржов
- Михайло Селютін —  Віктор, артист цирку
- Ніна Агапова —  Сімочка
- Наталія Крачковська —  Генрієтта
- Ніна Крачковська —  дружина професора
- Микола Сергєєв —  Сольді
- Микола Парфьонов —  чиновник
- Борис Сморчков — хворий
- Римма Маркова —  Матильда
- Рина Зелена —  пацієнтка дантиста
- Раднер Муратов —  Євген Дергачов
- Світлана Харитонова —  Глаша, домробітниця Бадєєва
- Станіслав Чекан —  Бубнов
- Станіслав Міхін —  пацієнт Бадєєва
- Тамара Совчі —  Хабібулліна, двірничка
- Ераст Гарін —  приборкувач
- Едуард Бредун —  Едик
- Юрій Волинцев —  Федько
- Юрій Бєлов —  Хабібуллін
- Юлія Цоглин —  пацієнтка Бадєєва
- Юрій Мартинов —  хворий в сільській лікарні
- Микола Сморчков —  хворий
- Володимир Агєєв —  епізод
- Володимир Шакуров —  епізод
- Ольга Долгова —  епізод
- Анатолій Горгуль —  епізод

## Знімальна група
- Сценарій: Самуїл Шатров,  Володимир Басов
- Постановка:  Володимир Басов
- Головний оператор:  Ігор Слабневич
- Головний художник:  Олексій Пархоменко
- Композитор:  Мойсей Вайнберг